# 러브호텔 비상구
"러브호텔 비상구"는 1993년에 개봉한 대한민국의 영화이다.

## 캐스팅
- 엄도일: 독고민 역
- 유아라
- 김형자
- 박규식
- 권혁진
- 차성춘
- 김은지
- 김다은
- 이한웅
- 문철재
- 주삼기
- 이창제